# Lengua de señas ecuatoriana
La lengua de señas ecuatoriana o de Ecuador (LSEC) es la principal lengua de señas empleada por la comunidad sorda en Ecuador. Como todas las lenguas de señas naturales, es un idioma con gramática y vocabulario propios, no una adaptación de la lengua hablada.

## Características
La LSEC está clasificada como una lengua aislada: no se le ha demostrado origen en ninguna otra lengua de señas existente. Sin embargo, debido a décadas de extenso contacto entre la comunidad sorda ecuatoriana e instructores y pares de otras nacionalidades, las señas de origen extranjero son más comunes en el lenguaje de los jóvenes. Entre los dirigentes de la comunidad sorda ecuatoriana existe un movimiento purista que busca remover las señas de origen estadounidense y reemplazarlas por señas ecuatorianas nativas.
Tal como ocurre en el lenguaje español hablado en Ecuador, existen dos geolectos con ligeras diferencias de vocabulario por regiones: el dialecto costeño, centrado en Guayaquil, y el dialecto serrano, centrado en Quito.
Distinción entre los términos lengua de señas y lenguaje de señas, el cual puede sonar o parecer lo mismo, pero no lo es. El término lenguaje de señas se refiere a la capacidad innata que tienen los seres humanos para comunicarse desde que nace, son niños, jóvenes adultos y viejos. Mientras que la lengua de señas es el idioma, el sistema de signos que está en la mente de las personas de una comunidad.

## Historia de la FENASEC, evolución de la LSEC y la comunidad sorda en la sociedad
Gabriel Eduardo Román Naranjo, fue un quiteño sordo de nacimiento a quien no se le pudo diagnosticar la causa, estudió sus primeros años en España, por lo que también aprendió LSE (Lengua de Señas Española) antes de regresar a Ecuador para estudiar la universidad y graduarse de tecnólogo informático. Luchó por los derechos de las personas sordas y fundó en la ciudad de Quito el 26 de abril de 1986 la Federación Nacional de Personas Sordas del Ecuador (FENASEC) para unir a todas las asociaciones de la comunidad sorda del país.
Las asociaciones brindan información sobre recursos y clases de lengua de señas, cómo conseguir un intérpretes de señas, guían sobre exámenes auditivos y enseñan a representantes cómo cuidar a infantes sordos.
Tiempo después, miembros de los Cuerpos de Paz llegaron a Ecuador y enseñaron ASL.
En el 2011, el vicepresidente de la FENASEC acotó que la influencia de ASL y LSE se ha debilitado a través de los años y que la LSEC está compuesta por:
| Lenguas de señas que conforman la LSEC en 2011 | Porcentaje |
| ---------------------------------------------- | ---------- |
| ASL                                            | 30%        |
| LSE                                            | 20%        |
| Señas de origen ecuatoriano                    | 50%        |

Sin embargo, el 71% de los encuestados de la comunidad opinó que el LSEC es único.
Un 24% de los encuestados de la comunidad que tenían suficiente conocimiento en varias lenguas de señas o viajaban frecuentemente opinaron que algunas señas son similares a las de otras lenguas, pero no se logró un consenso:
| Lenguas de señas del país con el que la comunidad de sordos ecuatorianos veía similitud en la encuesta sociolingüística de 2011 | País de origen de la lengua | Número de menciones de los encuestados de LSEC |
| --- | --------------------------- | ---------------------------------------------- |
| LSP | Perú                        | 7                                              |
| ASL | Estados Unidos              | 5                                              |
| LSC | Colombia                    | 5                                              |
| LSE | España                      | 2                                              |
| LSV | Venezuela                   | 1                                              |
| LSC | Chile                       | 1                                              |

El 23 de junio de 2014 se publicó el primer diccionario de lengua de señas ecuatoriano “Gabriel Román” en formato web gracias a la FENASEC y la Universidad Tecnológica Indoamérica, buscando fijar términos del LSEC y llegar a más personas.
En septiembre de 2014 se funda la Federación Ecuatoriana de Deporte para Personas Sordas (FEDEPDAL), como parte del Comité Paralímpico Ecuatoriano, de la cual han salido varios medallistas a nivel sordolímpico como Emerson Chalá.
Por la pandemia en 2020, varias organizaciones y asociaciones de sordos abrieron sus puertas a público oyente para enseñar Lengua de Señas Ecuatoriana a través de Zoom.
En el 2024, los cursos de LSEC para oyentes volvieron a modalidad presencial.

## Diccionarios
El principal diccionario de la Lengua de Señas Ecuatoriana es el Diccionario de Lengua de Señas Ecuatoriana Gabriel Román, desarrollado por la Federación Nacional de Personas Sordas del Ecuador (FENASEC) y la Universidad Tecnológica Indoamérica (UTI), fue financiado por USAID. Este diccionario en línea incluye la codificación de 5.000 señas en 11 grupos con 82 variantes y una pequeña descripción querológica del idioma.
En 2012 la Vicepresidencia de la República presentó el libro de descarga gratuita «Glosario Básico de Lengua de Señas Ecuatoriana».

## Educación para sordos
En el 2021 a nivel nacional, según el Instituto Nacional de Estadísticas y Censos, al menos 33.000 sordos no asisten o nunca asistieron a lo largo de su vida a un centro de educación y alrededor de 1.405 personas sordas estudian en escuelas y colegios para oyentes. Esto se debe a que no hay escuelas de oyentes donde se les brinde una educación adecuada, algunas escuelas para sordos les obligaban a poder leer labios con amenazas de castigo, no hay escuelas en cada ciudad del país, la desmotivación de no encontrar un empleo o escasos recursos para contratar un intérprete para enseñanza de contenido de colegio e institutos superiores.
| Región | Provincia                      | Ciudad                         | Nombre                                                                                                  |
| ------ | ------------------------------ | ------------------------------ | --- |
| Costa  | Santo Domingo de los Tsáchilas | Santo Domingo de los Colorados | Instituto de Educación Especial de fundación Fe y Alegría                                               |
| Costa  | Los Ríos                       | Quevedo                        | Escuela de Educación Especial Azucena Chiang, conocida antes como Pamuniq                               |
| Costa  | Guayas                         | Guayaquil                      | Centro de Audición y Lenguaje municipal de Guayaquil                                                    |
| Costa  | El Oro                         | Machala                        | Escuela de Educación Básica especializada en ciegos y sordos en Machala                                 |
| Sierra | Pichincha                      | Quito                          | Unidad Educativa Especializada para Sordos "Miguel Moreno Espinosa" (UEESMME), conocida antes como UNAL |
| Sierra | Pichincha                      | Quito                          | Unidad Educativa Especializada Fiscal de Audición y Lenguaje “Enriqueta Santillán”                      |
| Sierra | Pichincha                      | Quito                          | Instituto Especial para Niños Ciegos "Mariana de Jesús"                                                 |
| Sierra | Tunguragua                     | Ambato                         | Unidad Educativa Especializada ''Dr. Camilo Gallegos''                                                  |
| Sierra | Azuay                          | Cuenca                         | Unidad de Educación Especial Claudio Neira Garzón                                                       |
| Sierra | Azuay                          | Cuenca                         | Instituto Especial de Invidentes y Sordos del Azuay                                                     |

Aparte existen las unidades educativas fiscales Manuela Espejo a nivel nacional, cuya enseñanza se focaliza a estudiantes con discapacidades, y cada año actualizan su lista de unidades educativas a nivel nacional para personas sordas.